# Homalothecium pinnatifidum
Homalothecium pinnatifidum là một loài rêu trong họ Brachytheciaceae. Loài này được Sull. E. Lawton mô tả khoa học đầu tiên năm 1965.